# Гвизоция
Гвизо́ция, также гвизо́тия, гизо́тия (лат. Guizotia), или нуг — род травянистых растений семейства Астровые (Asteraceae), произрастающих в Африке, в частности, в Эфиопии. Назван в честь Франсуа Гизо. Род близок к роду Цинния (Zinnia) и к роду Подсолнечник (Helianthus).

## Ботаническое описание
Одно- или многолетние растения высотой от полуметра до двух метров.
Средние стеблевые листья сидячие супротивные, чем отличается от подсолнечника с очередными средними листьями. Лишь верхние листья могут быть очередными, а черешковыми могут быть нижние листья.
Соцветия — корзинки диаметром 2—6 см.
Обертка двухрядная, а цветоносный стебель вверху без утолщения, этим род отличается от циннии с её многорядной оберткой и булавовидным цветоносом.
Цветоложе конусовидное либо выпуклое, с пленчатыми прицветниками. Как язычковые, так и трубчатые цветки имеют жёлтую окраску.
Плод — семянка, трёхгранная или четырёхгранная.

## Классификация

### Таксономия
Род Гвизотия входит в семейство Астровые (Asteraceae) порядка Астроцветные (Asterales).
|  |                                      |  |                                                             |                                                             |                                       |  | ещё 8 семейств (согласно Системе APG II) |              |              |                |
|  |                                      |  |                                                             |                                                             |                                       |  |                                          |              |              | около 10 видов |
|  |                                      |  |                                                             | порядок Астроцветные                                        |                                       |  |                                          |              | род Гвизоция |                |
|  |                                      |  |                                                             | порядок Астроцветные                                        |                                       |  |                                          |              | род Гвизоция |                |
|  | отдел Цветковые, или Покрытосеменные |  |                                                             |                                                             | семейство Астровые, или Сложноцветные |  |                                          |              |              |                |
|  | отдел Цветковые, или Покрытосеменные |  |                                                             |                                                             |                                       |  |                                          |              |              |                |
|  |                                      |  | ещё 44 порядка цветковых растений (согласно Системе APG II) | ещё 44 порядка цветковых растений (согласно Системе APG II) |                                       |  |                                          | ещё 40 родов | ещё 40 родов |                |
|  |                                      |  |                                                             | ещё 44 порядка цветковых растений (согласно Системе APG II) |                                       |  |                                          |              | ещё 40 родов |                |

### Виды

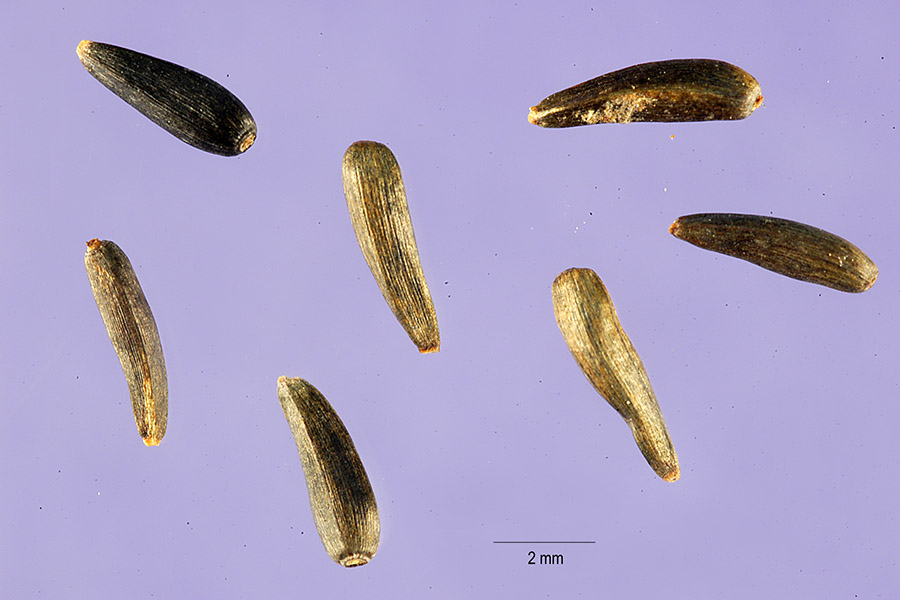
Семена гвизотии абиссинской

Род насчитывает около 10 видов, некоторые из них:
- Guizotia abyssinica (L.f.) Cass. typus[2] — Гвизоция абиссинская, или нуг абиссинский, или рамтила, или рантил[7], или абиссинский посолнечник[8] — Прямое разветвлённое травянистое растение высотой с человеческий рост, культивируемое в Индии и Эфиопии ради съедобных маслянистых семян, из которых также выжимают масло.
- Guizotia arborescens Friis
- Guizotia jacksonii (S.Moore) J.Baagøe
- Guizotia oleifera DC.
- Guizotia reptans Hutch.
- Guizotia scabra (Vis.) Chiov.
- Guizotia schimperi Sch.Bip.
- Guizotia villosa Sch.Bip. ex A.Rich.
- Guizotia zavattarii Lanza